# 罗克布吕讷
罗克布吕讷（法語：Roquebrune，法語發音：[ʁɔkbʁyn]）是法国吉伦特省的一个市镇，属于朗贡区。

## 地理
罗克布吕讷（44°37'45"N, 0°1'20"E）面积6.52 平方千米，位于法国新阿基坦大区吉倫特省，该省份为法国西南部沿海省份，是法國本土面积最大的省，北起滨海夏朗德省，西临大西洋，南至朗德省，东南接洛特-加龍省，东临多爾多涅省。
与罗克布吕讷接壤的市镇（或旧市镇、城区）包括：纳丰、圣伊莱尔-德拉诺阿耶、库蒂尔、福塞和巴莱萨克、卢邦斯、梅斯泰里约、圣叙尔皮斯-德吉耶拉格。

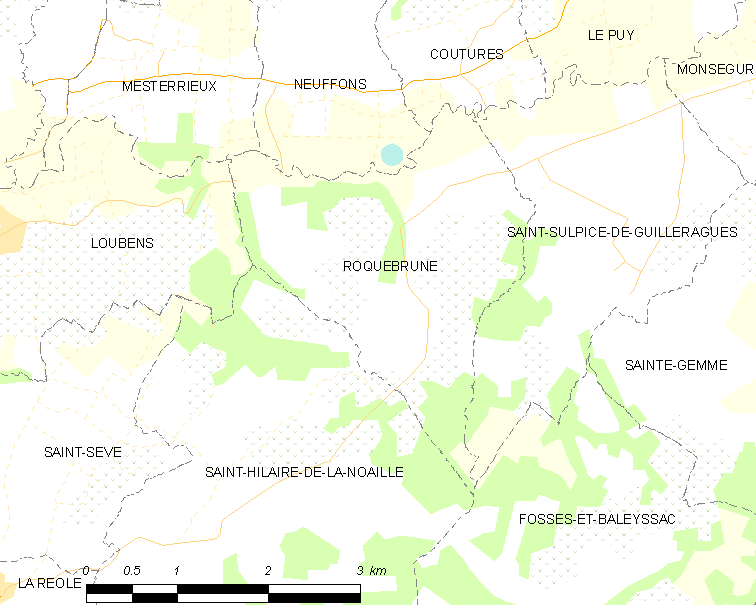
罗克布吕讷的OSM定位图

罗克布吕讷的时区为UTC+01:00、UTC+02:00（夏令时）。

## 行政
罗克布吕讷的邮政编码为33580，INSEE市镇编码为33359。

## 政治
罗克布吕讷所属的省级选区为勒雷奥莱-莱巴斯蒂德县。

## 人口

1962-2008年间罗克布吕讷人口变化图示

罗克布吕讷于2022年1月1日时的人口数量为281人。